# Pratt & Whitney Canada
Pour les articles homonymes, voir Pratt et Whitney.
Pratt & Whitney Canada est un fabricant canadien de moteurs d'avions. Le siège social de PWC est dans le Vieux-Longueuil, sur la Rive-Sud de Montréal. Comme sa socièté sœur Pratt & Whitney, PWC était l'unité commerciale de United Technologies Corporation devenue Raytheon Technologies Corporation.
United Technologies a donné à PWC un contrat pour la construction de petits moteurs d'avions alors que P&W s'occupe et développe les gros moteurs d'avions.
PWC est complètement indépendant de P&W et effectue toutes ses propres recherches, allant du développement au marketing jusqu'à la fabrication des moteurs.
En 2012, PWC compte environ 9 200 employés, dont 5 000 au Québec dont entre autres le Centre aéronautique de Mirabel]. En 2007, PWC a investi plus de 400 millions de dollars en recherche et développement et compte 633 ingénieurs dans ses rangs, ce qui en fait le quatrième plus important employeur d'ingénieurs au Québec.

## Histoire
En 1928 est fondée la Canadian Pratt & Whitney Aircraft Company en tant que centre de services pour les moteurs de Pratt & Whitney (P&W). Elle est chargée du montage, de la révision et de l’entretien des moteurs Wasp et Hornet de Pratt & Whitney. Pendant la Seconde Guerre mondiale, il a assemblé des moteurs de la série WASP construits aux États-Unis. En 1952, la production de moteurs WASP est transférée à CPW pour permettre à P&W de développer des turbines à gaz destinées au marché de l'aviation. En 1962, elle prend le nom de United Aircraft of Canada, puis en 1975 devient Pratt & Whitney Canada. A cette date, l'entreprise fabrique 41 hélicoptères Sikorsky CH-124 Sea King destinés aux forces armées canadiennes.
En 1974 et 1975, l'usine de Longueuil a été le théâtre de l'une des plus violentes grèves de l'histoire du Québec,,,.

## Produits

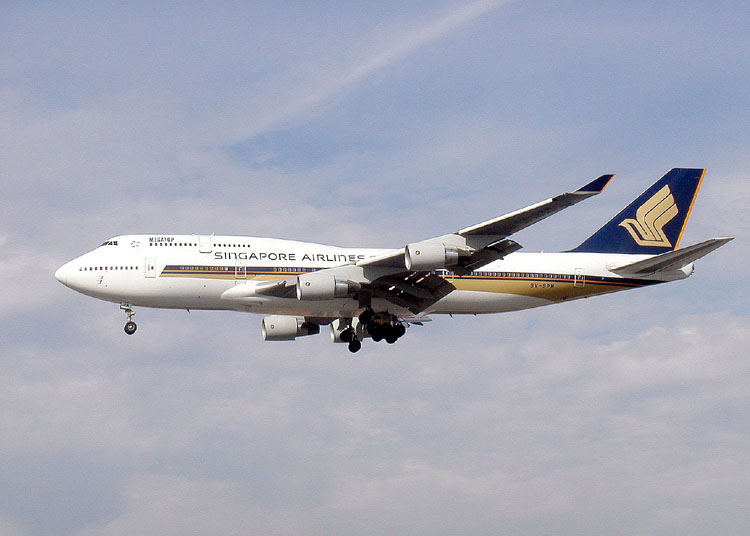
PW901 utilisé notamment comme APU par le Boeing 747.

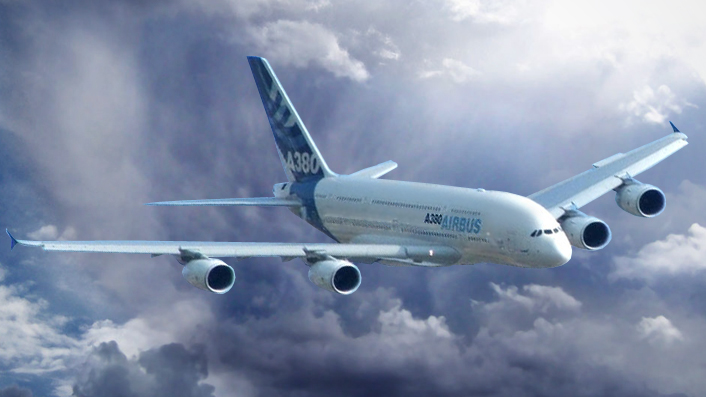
PW980 utilisé notamment comme APU par l'Airbus A380.

### Turboréacteurs
- Pratt & Whitney Canada JT15D (1966)
- Pratt & Whitney Canada PW300 (1992)
- Pratt & Whitney Canada PW500 (1997)
- Pratt & Whitney Canada PW600 (2005)
- Pratt & Whitney Canada PW800 (2012)

### Turbopropulseurs
- Pratt & Whitney Canada PT6A (1961)
- Pratt & Whitney Canada PW100 (1984)

### Turbomoteurs
- Pratt & Whitney Canada PT6 (1961)
  - Pratt & Whitney Canada PT6B
  - Pratt & Whitney Canada PT6C
- Pratt & Whitney Canada PW100TS
- Pratt & Whitney Canada PW200 (1987)
  - Pratt & Whitney Canada PW210
  - Pratt & Whitney Canada PW206
  - Pratt & Whitney Canada PW207

### Groupes auxiliaires de puissance
- Pratt & Whitney Canada PW900

## Flotte
Afin de tester ses moteurs en vol, PWC dispose[Quand ?] de 2 Boeing 747SP, un Dornier 328JET et d'un Cessna Citation.